# 여수아리울중학교
여수아리울중학교(麗水아리울中學校)는 대한민국 전라남도 여수시 관문동에 있는 공립 중학교이다.

## 학교 연혁
- 1938년 4월 28일 : 여수공립고등여학교 개교
- 1951년 8월 31일 : 학제 개편으로 중, 고등학교 분리
- 2024년 3월 1일 : 제34대 홍성희 교장 취임
- 2025년 2월 7일 : 제81회 졸업 109명 (총 졸업생수 27,345명)
- 2025년 3월 1일 : 여수아리울중학교 개명(남여공학 개편)

## 참고 자료
- 여수아리울중학교 - 한국교육학술정보원 학교알리미